# 宮本夕生
宮本 夕生（みやもと ゆき、9月12日 - ）は、日本の脚本家。石川県出身、東京在住。
『Cafe吉祥寺で』で原作・脚本を手掛ける。ドラマCDに携わることが多い。

## 作品
- Cafe吉祥寺で（原作・脚本）1999年 - 2007年
- ICS犀生国際大学A棟302号（監修）2002年
- 機神咆吼デモンベイン（脚本）2004年
- 超空転神トランセイザー（シナリオ）2009年

| スタブアイコン | サブスタブ | この項目は、まだ閲覧者の調べものの参照としては役立たない、文人（小説家・詩人・歌人・俳人・作詞家・作家・放送作家・随筆家（コラムニスト）・文芸評論家）に関連した書きかけの項目です。この項目を加筆・訂正などしてくださる協力者を求めています（P:文学/PJ:作家）。 |